# 仙浴湾镇
仙浴湾镇，是中华人民共和国辽宁省大連市瓦房店市下辖的一个乡镇级行政单位。

## 行政区划
仙浴湾镇下辖以下地区：
仙浴湾村、宁家村、双山村、胜利村和大河村。